# سيميلي (التشيك)
سيميلي (بالتشيكية: Semily)‏ هي بلدة في إقليم ليبيريتس في جمهورية التشيك، وهي مركز مقاطعة سيميلي.
يبلغ عدد سكان هذه البلدة 8,736 حسب إحصاء في سنة 2010.

## اقرأ أيضاً
- مقاطعة سيميلي